# Invazija v Prašičjem zalivu
Invazija v Prašičjem zalivu (špansko invasión de bahía de Cochinos, tudi invasión de playa Girón oz. batalla de Girón, angleško Bay of Pigs Invasion) je neuspela vojaška operacija izkrcanja na jugozahodni obali Kube leta 1961, ki so jo izvedle Združene države Amerike in Kubanska demokratična revolucionarna fronta (FRD), sestavljena iz kubanskih izgnancev, ki so nasprotovali kubanski revoluciji Fidela Castra, ki jo je tajno financirala in vodila ameriška vlada. Operacija je potekala na vrhuncu hladne vojne, njen neuspeh pa je vplival na odnose med Kubo, Združenimi državami Amerike in Sovjetsko zvezo.